# Julius Voegtli

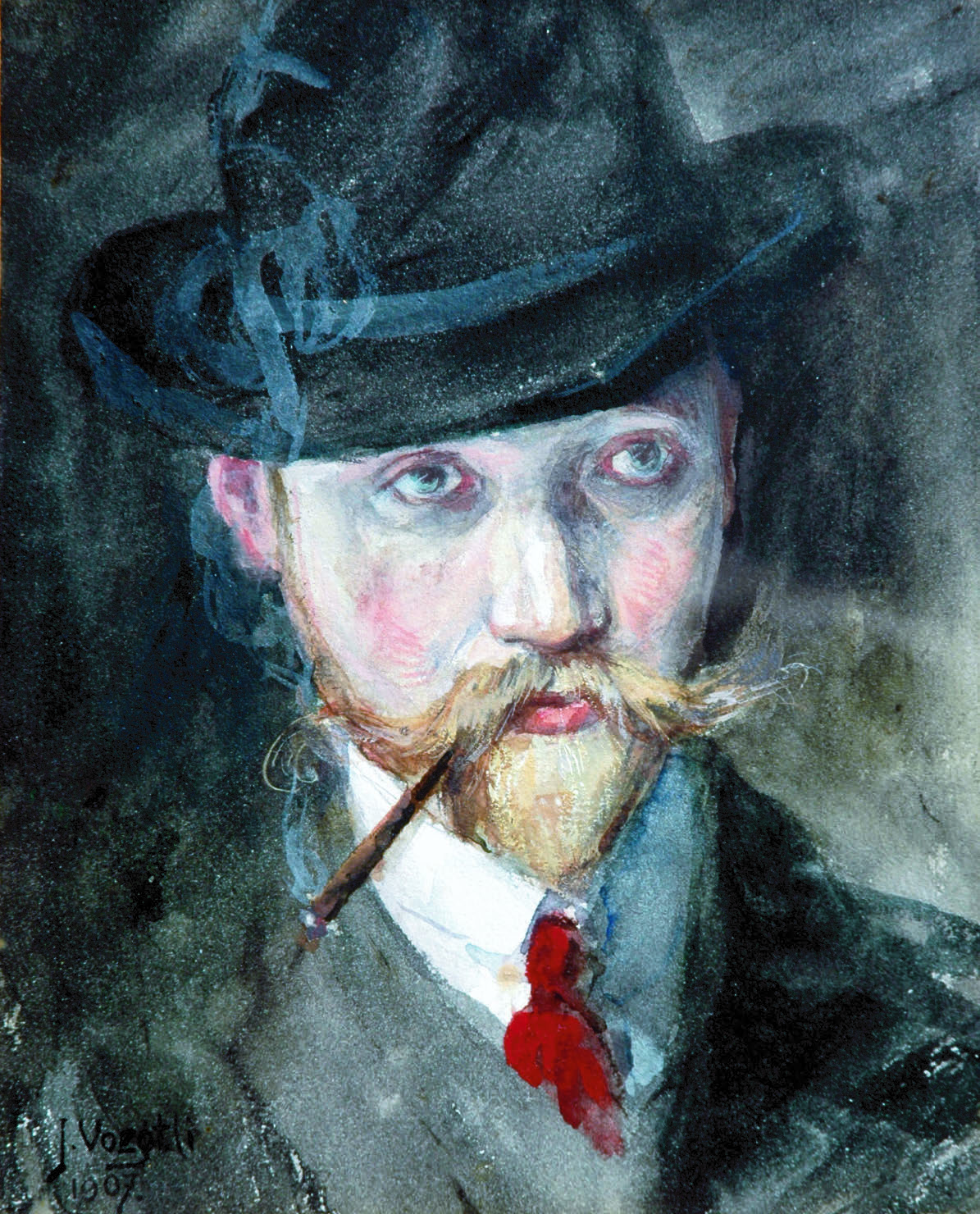
Julius Voegtli: Selbstportrait

Julius Voegtli (* 29. März 1879 in Malters; † 21. November 1944 in Biel/Bienne) war ein Schweizer Maler.

## Leben und Wirken
Julius Voegtli malte und zeichnete bereits als Jugendlicher. Aus den wenigen erhaltenen bildnerischen Zeugnissen dieser Zeit lässt sich schliessen, dass Voegtli sich in der Anfangszeit künstlerisch dem Realismus zugehörig fühlte. Dies macht die Motivwahl deutlich, die sich durch das gesamte Frühwerk zieht.
Voegtli verfolgte ein Studium an der Münchner Akademie. In den Jahren zwischen 1900 und 1928 verdiente er seinen Lebensunterhalt als Dekorationsmaler. Er war Miteigentümer eines Malerbetriebes. Er schuf Fresken für öffentliche Gebäude und Kirchen.
Ab den 1920er-Jahren ist sein Name mit der Kommunalpolitik der Stadt Biel verbunden. Dort bekleidete er nach 1928 mehrere öffentliche Ämter, die mit der Infrastrukturplanung und den Verkehrsbetrieben der Stadt zu tun hatten.
Nach der Akademiezeit wurde die Landschaft für Julius Voegtli zu einer eigenständigen Gattung innerhalb seines Werkes, ebenso das Stillleben. Portraits sind in seinem Werk stark vertreten. Viele der Portraitierten sind Menschen, die von dem bäuerlichen Leben geprägt sind. In den 1940er Jahren entstanden Spahi-Portraits.
Auch zu seinen Lebzeiten gab es keine Rezeption seines Werkes, sei es durch Förderung, Ausstellungen oder wissenschaftliche Aufarbeitung. Einige seiner Werke befinden sich heute in öffentlichem Besitz, so in der Sammlung des Bieler Museums Schwab / Museum Neuhaus.
Neben der Malerei war Julius Voegtli auch schriftstellerisch tätig und publizierte mehrere Erzählungen. Beliebt war er auch als Vorleser eigener und fremder Geschichten.
Aufzeichnungen über Leben und Werk sind bisher weitgehend unterblieben und die Artikel bzw. Nachrufe, die über ihn erschienen, gehen nur am Rande auf das künstlerische Schaffen ein, auf das er sich in seinen wenigen erhaltenen persönlichen Briefe allerdings mit Nachdruck bezieht.

## Ausstellungen
- 25. August bis 14. Oktober 2024: Ausstellung im Unteren Schloss, Greiz (Deutschland)
- 10. bis 17. August 2024: Buchpräsentation und Einzelausstellung, Pashim Art Gallery, Hamburg (Deutschland)
- 22. September bis 22. November 2023: Tanka Museum, Hainan Island (China)
- 17. Mai bis 17. Juni 2023: Pashmin Art Gallery, Chongqing (China)
- 12. November bis 17. Dezember 2022: Solo-Ausstellung, Pashmin Art Gallery, Bad Tölz (Deutschland)
- 10. Januar bis 15. Mai 2020: Hong Art Museum, Chongqing (China)
- 9. Januar 2020: Private Kunstraum-Ausstellung bei «Palm Springs», Chongqing (China)
- 18. Mai bis 18. Juni 2019: Pashmin Art Gallery, Shanghai (China)
- 23. März bis 23. April 2019: Pashmin Art Gallery, Peking (China)
- 16. November 2018 bis 13. Januar 2019: Mark-Rothko-Museum, Daugavpils (Lettland)[2]
- 14. April bis 14. Mai 2018: Pashmin Art Gallery, Shanghai (China)
- 10. Februar bis 10. März 2018: Pashmin Art Gallery, Peking (China)
- 16. Dezember 2017 bis 15. Januar 2018: Dounan Art Museum in Kunming (China)[2]
- November 1931: Galerie Benador, Biel (Schweiz)
- 11. bis 28. Dezember 1910: Ausstellung des Bieler Kunstvereins. (Gemeinschaftsausstellung von Abraham Fürst, Ferdinand Hodler, Hermann Hubacher und Julius Vögtli)[3]
- 1906 Weihnachtsausstellung in Biel (Schweiz)